# Німецька національна академія наук Леопольдина

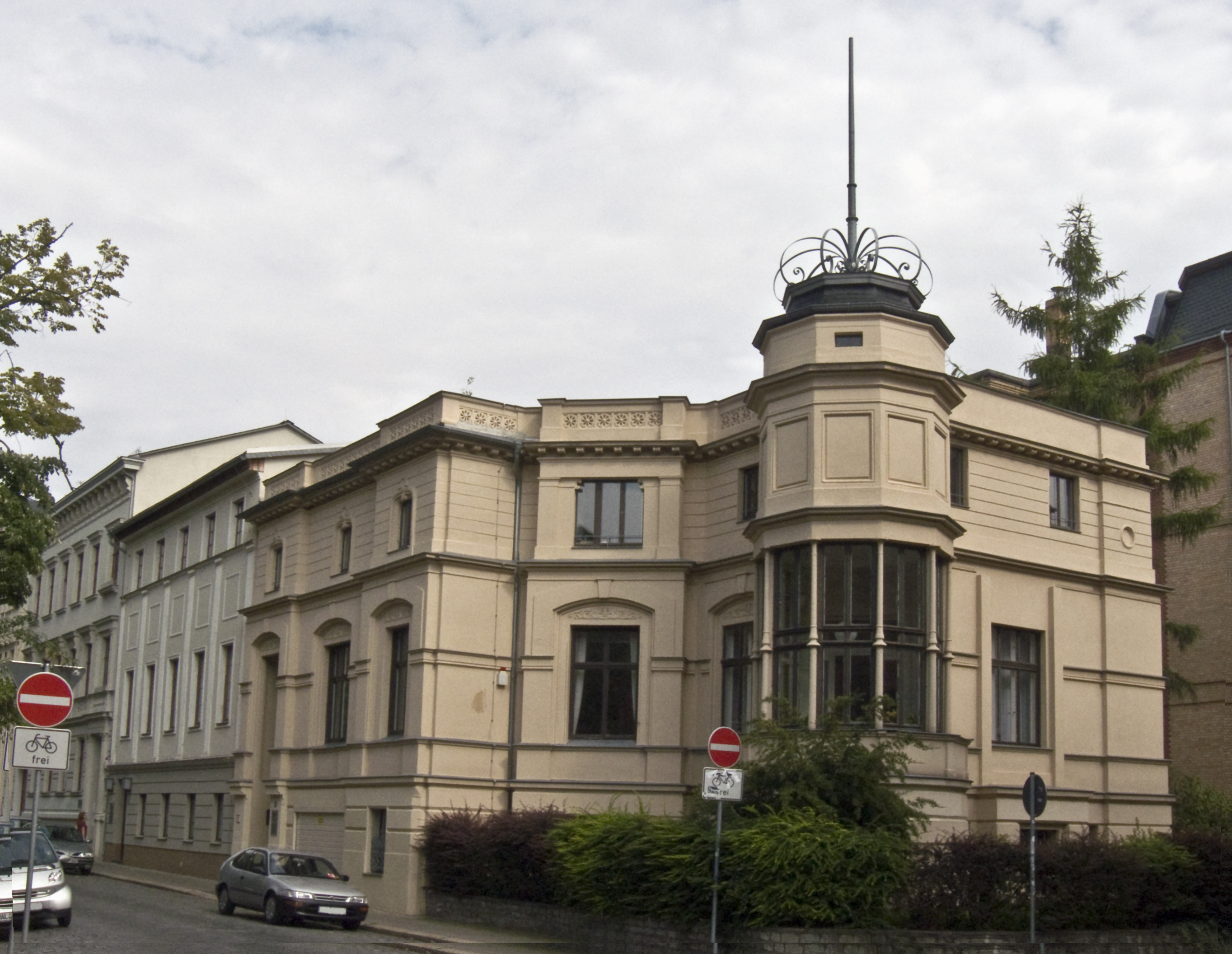
Будова академії Leopoldina

Німéцька націонáльна акадéмія нау́к Леопóльдина (нім. Nationalen Akademie der Wissenschaften Leopoldina, англ. German National Academy of Sciences Leopoldina), або скорочено Леопóльдина — найпрестижніша й найдавніша наукова академія Німеччини й одне з найпрестижніших і найдавніших наукових товариств світу, заснована 1652 року як Academia Naturae Curiosorum, з 1687 року носить ім'я імператора Леопольда I Габсбурга. Серед академіків Леопольдини понад 180 лауреатів Нобелівської премії.

## Загальний опис
У 1687 році імператор Священної Римської імперії Леопольд І затвердив Академію природодослідників як Академію Священної Римської імперії, надавши їй своє ім'я (таким чином виникла скорочена назва — «Leopoldina»). Перед тим її заснував Раймунд Монтекукколі.
З 1878 року Академія розташована в Галле.
Обрання академіком Леопольдини — найвища академічна почесть Німеччини (серед членів академії близько 180 лауреатів Нобелівської премії).
Леопольдина має архів і бібліотеку та присуджує премії й нагороди. Інформація про всі наукові заходи публікується в номерах зведених видань «Nova Acta Leopoldina», «Acta Historica Leopoldina» і «Jahrbuch».

## Нагороди
- Медаль Котеніуса (вперше — у 1792 р.)
- Carus Medal (1896)
- Schleiden Medal (1955)
- Mendel Medal (1965, на честь Грегора Менделя)
- Darwin Badge (один раз в 1959 р. — на честь 100-річчя виходу друком книги Походження видів)
- Leopoldina Prize for Junior Scientists
- Georg Uschmann Prize for History of Science
- Leopoldina Research Prize (2001, спонсор Commerzbank Foundation)
- Thieme Prize of the Leopoldina for Medicine
- Medal of Merit (у особливих випадках)

## Склад Академії

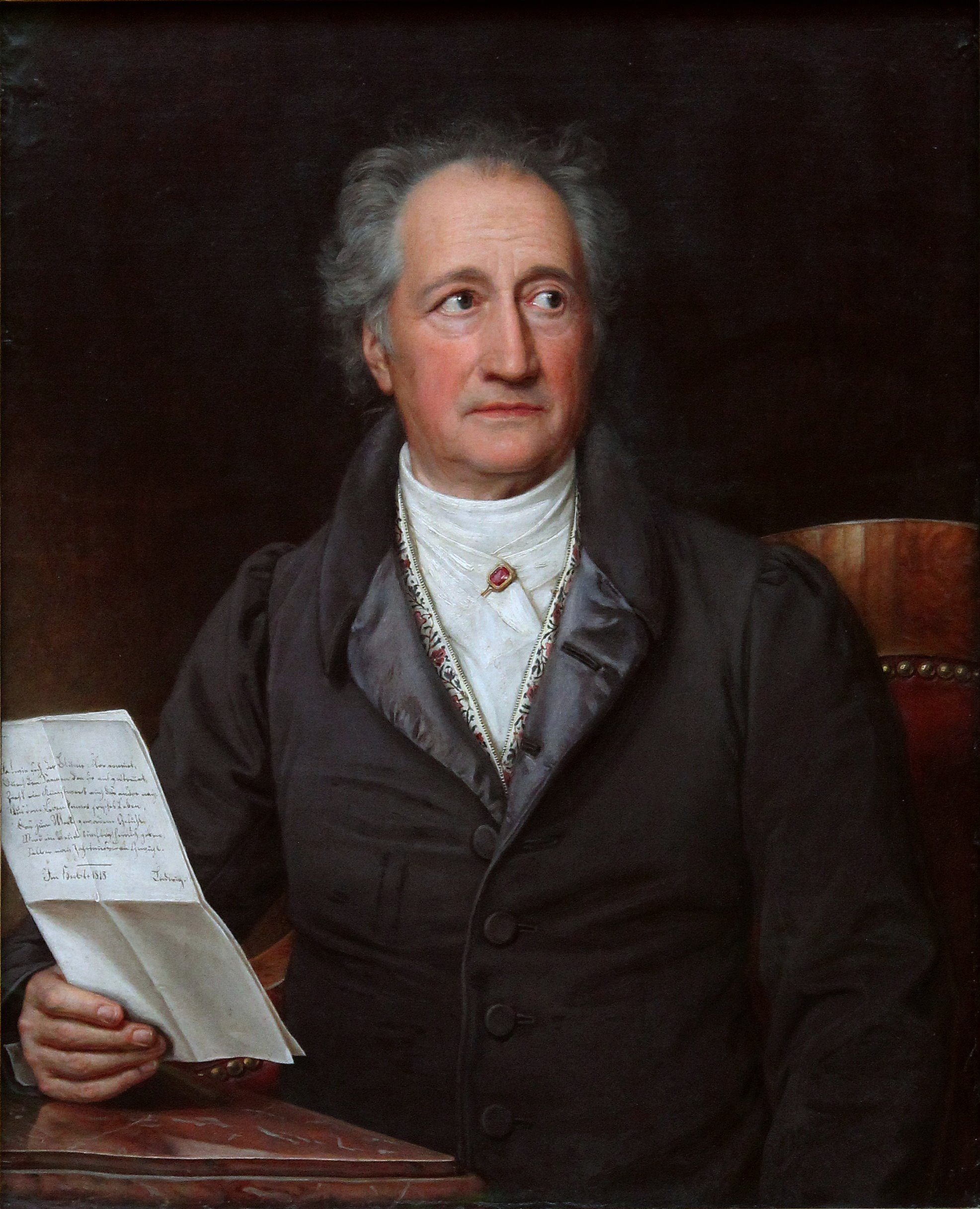
Гете Йоганн Вольфганг

Загальна кількість — 1000 академіків. Три чверті членів — від німецькомовних країн (Німеччина, Австрія, Швейцарія).
Станом на 2021 рік серед членів академії було 183 лауреати Нобелівської премії (включаючи померлих).
Найвідоміші академіки Леопольдини:
- Чарльз Дарвін
- Альберт Ейнштейн
- Марія Склодовська-Кюрі
- Гете
- Амедео Авогадро
- Макс Планк
- Енріко Фермі
- Вільгельм Оствальд
- Ернест Резерфорд
- Ґергард Ертль
- Іван Павлов
- Конрад Лоренц
- Ніколас Тінберген
- Теодор Генш
- Ернст Геккель
- Ернст Майр
- Карл Йозеф Еберт
- Бенджамін Раш

### Українці у складі Леопольдини
Членами Леопольдини були українські вчені Іван Шмальгаузен (1960), Платон Костюк (1966) і Віктор Глушков (1970), а також біологи українського походження Феодосій Добржанський (1960) і Меркурій Гіляров (1973).
Членами академії є український біолог Юрій Глеба (1991), а також українці Марина Родніна (2008) і Станіслав Горб (2011), що розпочали свої наукові кар'єри в Україні, але згодом виїхали до Німеччини.
Цікаво, що з восьми згаданих науковців семеро є випускниками кафедр біологічного факультету Київського університету, зокрема четверо — кафедри зоології.